# M20装甲車
M20装甲車は、アメリカ合衆国のフォード社が開発・生産した汎用装輪装甲車である。M8装甲車の派生型で、M8から砲塔を取り外したものである。
M8の当初から企画されていた派生型の一つで、M20 AUC（Armored Utility Car：装甲汎用車）ないしM20 SC（Scout Car：偵察車）の名称で、M8と並行する形で開発が進められた。基本性能はM8に準じ、1943年-1945年にかけて約3,800両が生産された。

## 構造
M20は、M8装甲車の砲塔と戦闘室上面装甲を撤去し、周囲を背の低い装甲版で囲ったもので、車内には左右に木製のベンチシートが設けられた兵員室が設置されている。兵員室には標準で4名までの兵員を収容することができた。
兵員室の上部には全周旋回可能なリングマウントが取り付けられ、12.7mm重機関銃M2を装備していた。機関銃弾は標準で1,000発が搭載された。
その他、エンジンやトランスミッション、足回りなどの走行装置はM8と同一である。M8に比べ、M20では砲塔が撤去され軽量化された分、機動力が向上している、と評価されていた。

## 運用
M20は、分類上特に区別はされておらず、外見も同じではあるが、複数の通信機を搭載した観測/指揮型と、通信機を搭載していない輸送型の2種類が存在した。
観測/指揮型は機甲部隊の本部車両や砲兵部隊の観測車両として、輸送型は同じく機甲部隊の本部車両や輸送部隊の警護車両などとして使用された。指揮型の中には、パットン将軍の座乗車として将旗を掲げた車両も存在した。
また、本車はM8装甲車と同様にイギリス軍や自由フランス軍にも供与された。
戦後も、NATO諸国を始め多数の国々に供与され、軍隊のみならず警察用装甲車としても多くの国で運用された。
供与された国では、エンジンをガソリンエンジンからディーゼルエンジンに換装したものや、対戦車ミサイルを搭載した対戦車車両に改造された車両も存在する。

### 陸上自衛隊での運用
陸上自衛隊の前身である警察予備隊には設立当初M8装甲車と共にM20が供与された。当初はM8と合わせて100両以上が供与される計画であったが、朝鮮戦争の戦訓（韓国軍に供与されていたM8装甲車は共産軍のT-34-85戦車に全く対抗できなかった）を踏まえ、警察予備隊にも戦車の装備が必要である、とされたため、M8は少数が引き渡されたに留まり、M20も少数の供与に留まった。
警察予備隊が保安隊に改編された後に陸上自衛隊に移行し、M4中戦車を始めとする戦車が供与されると少数供与されたM20は特車部隊（陸上自衛隊での戦車部隊の初期名称）他での本部車両として使われたが、当時の日本の道路事情では装輪車両の高速性能を活かす機会が少なく、60式装甲車が開発されて配備されると次第に運用されなくなり1960年代の終わりまでに全ての車両が退役している。
自衛隊から警視庁警備部の特車隊に移管されて「特型警備車」として使用するという案も出されたが、オープントップの車体では投石や火炎瓶に対して脆弱すぎる、と警察側が難色を示したため、警察車両としての装備は見送られた。

## 登場作品
『戦略空軍命令』
フォートワース空軍基地の空軍警備隊所属車両が登場。民間機を名乗って基地に緊急着陸してきたDC-3の警戒にあたる。
『ダイ・ハード』
ロサンゼルス市警の車輌として登場するも、犯人グループのロケットランチャーによって木っ端微塵にされた。